# Solitaire ardoisé
Myadestes unicolor
Espèce
Statut de conservation UICN

 LC  : Préoccupation mineure
Le Solitaire ardoisé (Myadestes unicolor) est une espèce de passereau de la famille des Turdidae.
Son aire s'étend de manière dissoute à travers l'est du Mexique et le nord de l'Amérique centrale.